# Veterupristisaurus
Veterupristisaurus é um gênero extinto de dinossauro que pertencia à subordem terópoda, e à família Carcharodontosauridae. Viveu no período Jurássico, na região de Tendaguru, no sudeste da Tanzânia.

## Descobertas

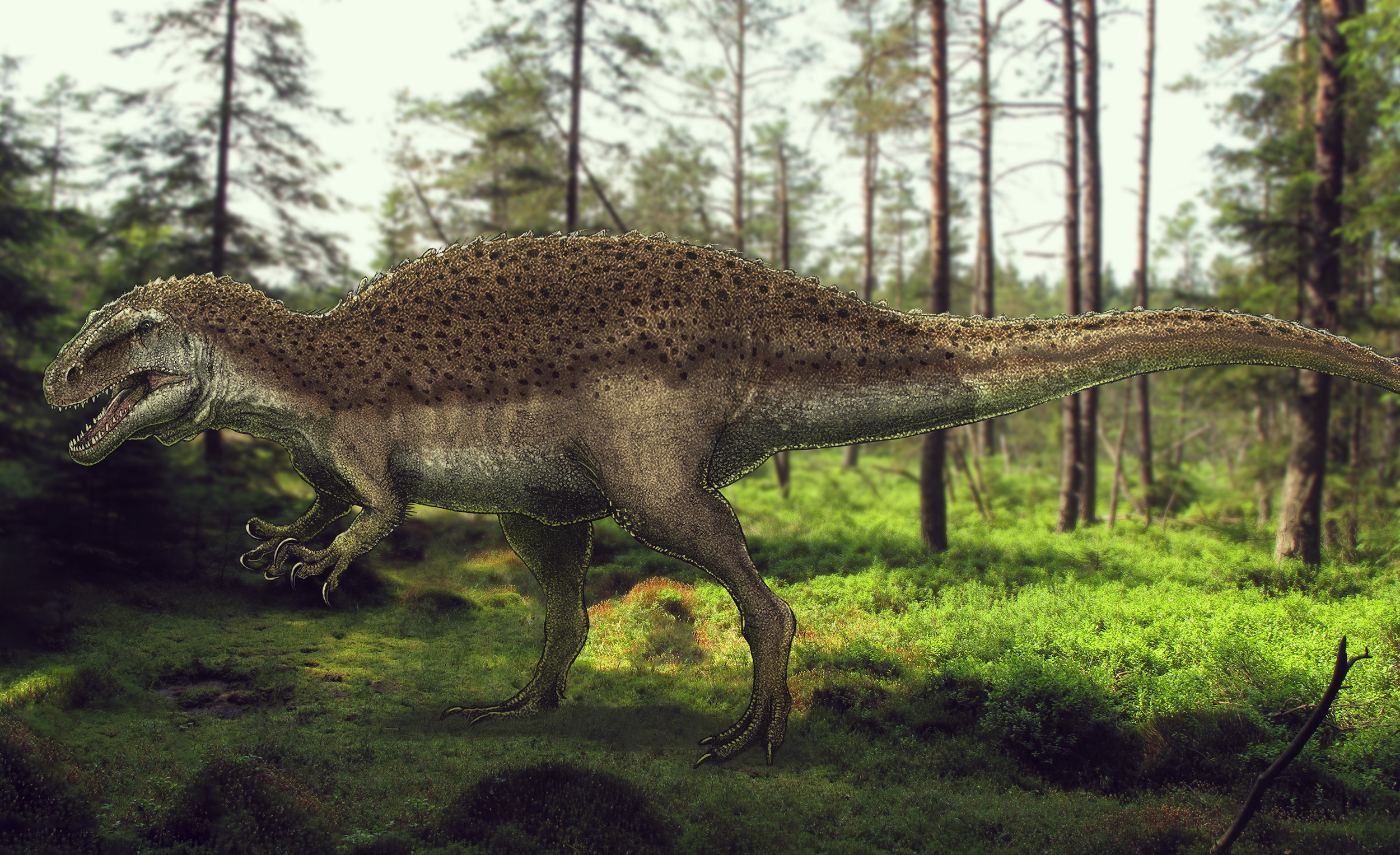
Reconstrução de um Veterupristisaurus

Veterupristisaurus é conhecido a partir do holótipo MB R 1938, uma isolada vértebra caudal média. Duas vértebras caudais médias posteriores parcialmente fundidas, MB R 2166, da mesma localidade que o holótipo anterior, são referidas a este gênero e provavelmente vieram do mesmo indivíduo. A vértebra caudal anterior, MB R 1940, também pode representar este gênero. O holótipo foi coletado na localidade de St (EH) do Tendaguru na África Oriental Alemã, a partir do Membro Dinossauro Médio, da Formação Tendaguru; datando do último Kimmeridgian até o primeiro estádio faunístico de Tithonian do Jurássico Tardio, há cerca de 154 a 150 milhões de anos. Foi originalmente referido como um Ceratossauro por Roechlingi Werner Janensch.